# Poliosia ampla
Poliosia ampla là một loài bướm đêm thuộc phân họ Arctiinae, họ Erebidae.